# Forensische antropologie

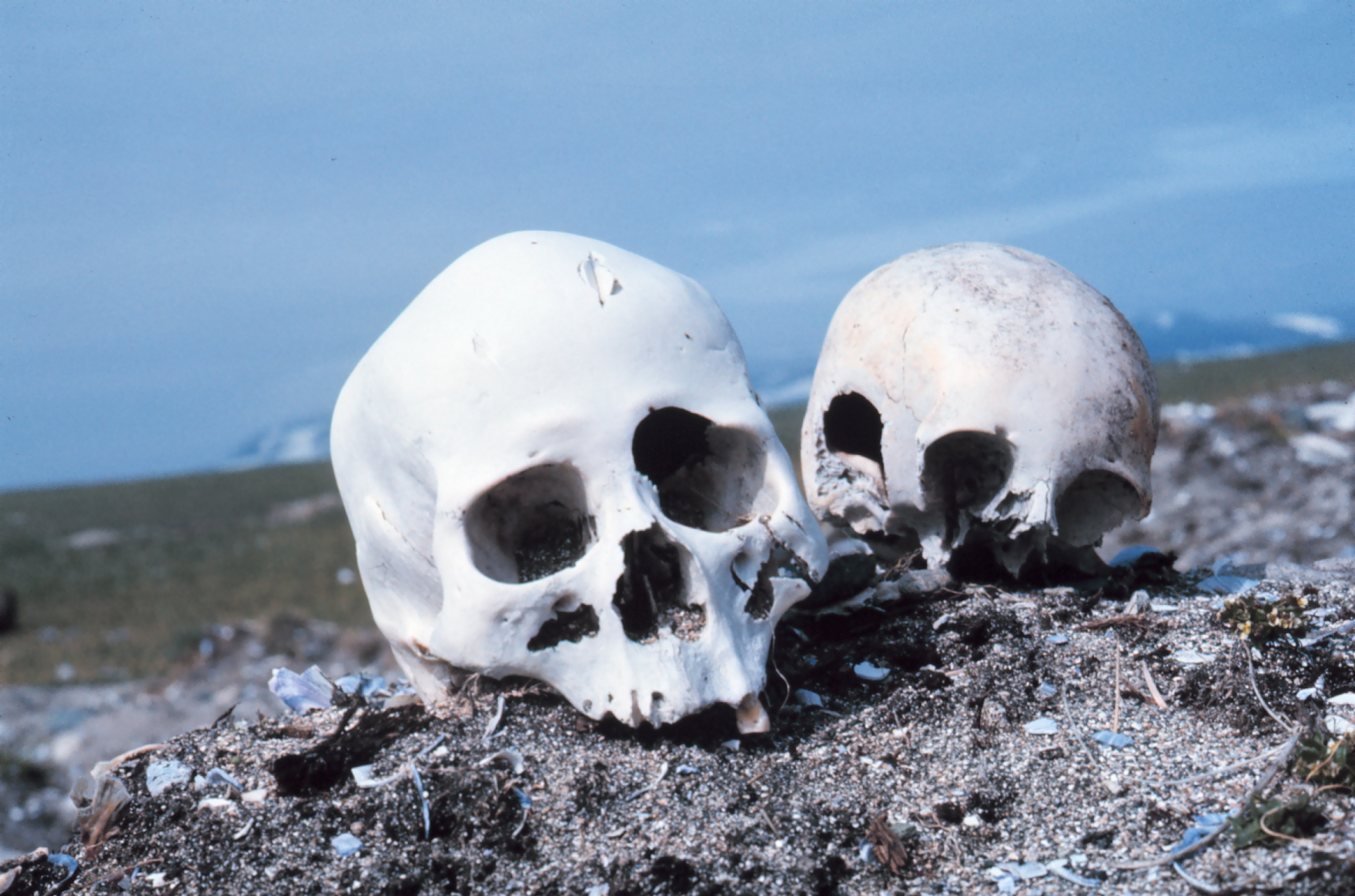

Forensische antropologie is de toepassing van de wetenschap van de biologische antropologie en menselijke osteologie (de studie van het menselijk skelet) in een juridische context, met name bij strafrechtelijke gevallen waarbij menselijke restanten onderzocht dienen te worden. 
Een forensisch antropoloog kan ook helpen bij de identificatie van overleden personen waarvan het lichaam ontbonden is, verbrand of onherkenbaar gemutileerd.
Forensische antropologie heeft door televisie, onder andere de Amerikaanse tv-serie Bones, bekendheid gekregen bij het grote publiek.